# Maquia, una historia de amor inmortal
Maquia, cuando florece la flor prometida, Maquia, una historia de amor eterno (Latinoamérica), (さよならの朝に約束の花をかざろう Sayonara no Asa ni Yakusoku no Hana o Kazarō?, lit. Decoremos la mañana de la despedida con las flores de la promesa) oficialmente abreviada como Sayoasa (さよ朝?), es una película de género fantástico japonesa escrita y dirigida por Mari Okada, y producida por P.A. Works, con diseños de personajes por Yuriko Ishii adaptados de los diseños originales de Akihiko Yoshida y música de Kenji Kawai. La película supone el debut como directora de Okada y la primera producción independiente de larga duración estrenada en cines de P. A. Works.
La película se estrenó en los cines de Japón el 24 de febrero de 2018 y se estrenó fuera de Japón el 4 de marzo de 2018 en el Festival de Cine de Glasgow. La película se estrenó en España el 9 de noviembre de 2018 por Selecta Visión.

## Sinopsis
Aunque solo tiene 15 años, Maquia sabe que vivirá durante siglos sin envejecer en la adolescencia. Ella pertenece a los Iorph, un clan de seres sin edad como ella. Los ancianos de Maquia le advierten que no se enamore de nadie fuera de su reino, para que no quiera encontrar la verdadera soledad al final. Pero el destino empuja a Maquia al mundo mortal una noche, cuando un territorio invasor la separa del clan. Allí descubre a un bebé huérfano, Erial, y lo toma como su propio hijo. En este punto, Maquia sufrirá una angustia extrema por la maternidad, mientras observa a Ariel crecer y trata de reconectarse con sus perdidos amigos Iorph, todos destrozados por el cruel mundo de Mesate.

## Reparto de voces
| Personaje    | Japonés                         | Inglés                                                        | Español                       |
| ------------ | ------------------------------- | ------------------------------------------------------------- | ----------------------------- |
| Maquia       | Manaka Iwami                    | Xanthe Huynh                                                  | Núria Trifol                  |
| Ariel        | Miyu Irino Sakurai Yuki (joven) | Eddy Lee Ryan Shanahan (adolescente) Barnaby Lafayette (niño) | Sergio Mesa Ana Romano (niño) |
| Leilia       | Ai Kayano                       | Cherami Leigh                                                 | Marta Moreno                  |
| Krim         | Yūki Kaji                       | Kevin T. Collins                                              | Jordi Naro                    |
| Racine       | Miyuki Sawashiro                | Lipica Shah                                                   | Rosa Moyano                   |
| Lang         | Yoshimasa Hosoya                | Michael Schneider Spencer Rosen (joven)                       |                               |
| Mido         | Rina Satō                       | Allegra Clark                                                 |                               |
| Tita (Dita)  | Yōko Hikasa                     | Ryan Bartley Catie Harvey (joven)                             |                               |
| Medmel       | Misaki Kuno                     | Brooklyn Nelson Courtney Chu (joven)                          |                               |
| Izor         | Tomokazu Sugita                 | Marc Thompson                                                 |                               |
| Darel (Deol) | Hiroaki Hirata                  | H. D. Quinn Miqueas Gursoy (joven)                            |                               |

## Lanzamiento
Fue lanzada en los cines el 7 de junio de 2018 en Australia y Nueva Zelanda por Madman Entertainment; el 27 de junio de 2018 en el Reino Unido e Irlanda por Anime Limited; y el 20 de julio de 2018 en Estados Unidos y Canadá por Eleven Arts Anime Studio. La película  doblada al inglés se estrenó el 21 de septiembre de 2018 en Estados Unidos. Y fue lanzada en los cines de España el 9 de noviembre de 2018 por Selecta Visión.

## Recepción

### Taquilla
A 1  de noviembre de  2018, Maquia, una historia de amor inmortal ha recaudado $160,988 en Estados Unidos y Canadá y $1.8 millones en otros territorios, para un total mundial de $1.8 millones.

### Crítica
En el agregador de críticas Rotten Tomatoes, la película mantiene una aprobación de un 100% con 22 críticas, con una puntuación media de 7,6/10. El consenso del sitio web dice, «Maquia: una historia de amor inmortal ancla su fantasía fantásticamente imaginativa en temas universales y profundamente conmovedores del mundo real». En Metacritic presenta un 72 sobre 100, con 8 críticas, indicando «opiniones mayormente favorables».
Nando Salvà de El Periódico de Catalunya la describe como «una melancólica fábula sobre los tormentos que la maternidad conlleva».

### Premios
La película obtuvo el premio a la Mejor película en la sección Fantàstic Discovery del Festival de Cine de Sitges.